# 惜春 (五木ひろしの曲)
「惜春」（せきしゅん）は、1979年1月に発売された五木ひろしのシングルである。

## 解説
- 作詞はたかたかし、作曲は松山かずお名義であるが五木ひろし本人である。
- 元々は、当時の横綱・輪島大士に「望郷賦」と言うタイトルで楽曲提供した作品をセルフカバーしたものである。

## 収録曲
- 両楽曲共に、作曲：松山かずお／編曲：石田勝範

1. 惜春（3分32秒）
作詞：たかたかし
2. 美しくそのままで（3分45秒）
作詞：三浦徳子